# Karl Anton Kreuter
Karl Anton Kreuter (* 18. September 1876 in Hauenstein; † 1. September 1965 in Oggersheim) war ein Lehrer, Autor und Heimatforscher.
Von seinen 53 Dienstjahren als Lehrer und Rektor verbrachte er 47 Jahre im Stadtteil Oggersheim von Ludwigshafen am Rhein. Während dieser Zeit forschte er unermüdlich in den Archiven von Speyer, Karlsruhe und München.
Die Volksschule in der Siedlung „Notwende“ (Gewanne „Melm“ in der Gemarkung Oggersheim) erhielt auf Beschluss des Stadtrates am 20. Dezember 1965 den Namen „Karl-Kreuter-Schule“, später wurde noch eine Straße in diesem Ortsteil nach ihm benannt.
Karl Kreuter starb am 1. September 1965 in Oggersheim an den Folgen eines Verkehrsunfalls.

## Werke

### Bibliografie
- Jürgen Nürnberger: Städtebibliographie Ludwigshafen am Rhein. Nürnberger, Ludwigshafen am Rhein, Bd. 1. 1990 (1993) – 5/6. 2006/15 (2022), ISSN 0941-7141. (Enthält in den einzelnen Bänden umfangreiche Schriftennachweise jeweils im Abschnitt „Oggersheim“/„Kreuter, K“ sowie auch passim ohne Verfasserangabe.)

### Einzelne Werke
- 1910 – Geschichte der Stadt Oggersheim. (Ergänzungen 1923 und 1948)
- 1914 – Kurfürstin Elisabeth Auguste von Pfalz-Bayern (1721-1794)
- 1924 – Hauenstein im Wandel der Zeiten (erw. Neuauflage 1958)
- 1925 – Festschrift zur 150-Jahr-Feier der Pfarr- und Wallfahrtskirche Oggersheim
- 1934 – Die Oggersheimer Güter und anderes aus der Heimatkunde. Sonderdruck der zum „Oggersheimer Anzeiger“ erscheinenden Beilage „Aus vergangenen Tagen“ vom November 1930 bis Juni 1934.
- 1939 – Kurze Heimatkunde von Oggersheim. (2. [bearb.] Aufl. 1955.)
- 1957 – Aus der Chronik von Studernheim
- 1963 – Aus der Chronik von Oggersheim. (4. erw. Aufl. 1983)

}
| Personendaten    | Personendaten                 |
| ---------------- | ----------------------------- |
| NAME             | Kreuter, Karl Anton           |
| KURZBESCHREIBUNG | Lehrer, Autor, Heimatforscher |
| GEBURTSDATUM     | 18. September 1876            |
| GEBURTSORT       | Hauenstein (Pfalz)            |
| STERBEDATUM      | 1. September 1965             |
| STERBEORT        | Oggersheim                    |